# Trostberg
Trostberg é um município da Alemanha, situado no distrito de Traunstein, no estado da Baviera. Tem 51,36 km² de área, e sua população em 2019 foi estimada em 11.295 habitantes.